# 崔浩
崔 浩（さい こう、生年不詳、または381年 - 450年）は、中国北朝の北魏に仕えた漢人宰相。字は伯淵。計略に長け自身を張良に例えた。北魏の華北統一や統治機構の整備に貢献したが、鮮卑貴族の反発を受けて誅殺された。

## 生涯
清河郡東武城県の出身。漢から隋唐にわたって名門貴族とされた清河崔氏に属する。道武帝・明元帝に仕えた崔宏の長子である。経史に通暁しており、天文陰陽にも明るい。
409年の明元帝即位当時に、博士祭酒に任ぜられ、明元帝に対して経学等を教授した。また、陰陽の学をよくし、天人相関説によって未来を予言したため、帝の信任を得るようになった。しかし、423年に明元帝が崩御すると、反対勢力の反発により失脚した。
この当時、新天師道を開教した寇謙之が魏の都である平城で活動を始めており、崔浩の母系である盧氏が天師道の信者であったため、崔浩は寇謙之に帰心した。両者が協力することで、ようやく太武帝への接近を果たした。
崔浩は、太武帝の華北統一を戦略面などで助け、東郡公・太常卿、撫軍大将軍を授けられ最も信頼する参謀となり、遂には司徒となった。五経に解釈を付した五寅元暦を定めた。また、その政治信条は、五爵を中心に儒家的な統治を実現することを理想としていた。
協力者の寇謙之を帝の国師とし、3代にわたって元老として仕え440年には太武帝を道君皇帝とならしめた。446年の仏教弾圧（三武一宗の法難の最初）も、崔浩・寇謙之の意を反映したものであった。
しかし、崔浩が国史編纂にあたり、漢化が進む以前の時期の鮮卑族拓跋部（北魏帝室の出身部族）の風俗、信条をありのまま記述し、その内容を石碑に刻して公開したことは、既に漢化が進んでいた太武帝や鮮卑系貴族には北族への侮辱とみなされ、彼らの憤激を招いた。このため崔浩をはじめとした一族、盧氏、郭氏など、さらに繋がりのある漢族系の有力貴族は誅殺され（国史の獄）、鮮卑を侮辱したと目された書物はことごとく破棄されたという。背景には、崔浩が南朝的な貴族制への移行を急いだことに対する皇帝の反発もあったともされる。